# Cantone di Saint-Firmin
Il Cantone di Saint-Firmin era una divisione amministrativa dell'arrondissement di Gap.
A seguito della riforma approvata con decreto del 20 febbraio 2014, che ha avuto attuazione dopo le elezioni dipartimentali del 2015, è stato soppresso.

## Composizione
Comprendeva i comuni di:
- Aspres-lès-Corps
- Chauffayer
- Le Glaizil
- La Chapelle-en-Valgaudémar
- Saint-Jacques-en-Valgodemard
- Saint-Maurice-en-Valgodemard
- Saint-Firmin
- Villar-Loubière